# Affretair
Affretair war eine Fluggesellschaft in Simbabwe, die sich ausschließlich im Frachtgeschäft engagierte. Ihre Anfänge reichen in das Jahr 1964 zurück, als unter dem Namen Air Trans Africa mit einer Douglas DC-4 Frachtflüge aufgenommen wurden. Im Jahr 1983 kaufte Air Zimbabwe Affretair auf, privatisierte sie 1997 jedoch wieder, als Flugzeuge von Affretair in Europa wegen technischer Mängeln nicht mehr starten durften. Die britische Aviation Star kaufte Affretair und ersetzte die marode Douglas DC-8 durch eine Boeing 707. Im Jahr 1964 wurden Frachtflüge nur auf Charterbasis unternommen. Danach wurden regelmäßige Flüge angeboten, wie sie Blumen- und Gemüseexportgeschäft verlangen.
Später wurde das Frachtfluggeschäft zu einem multimillionen-Geschäft. Affretair flog mit einer DC-8-73F fünfmal die Woche von Harare nach Brüssel, mit einem Boeing-727-Frachter dreimal wöchentlich nach Lusaka, zweimal nach Lilongwe, einmal nach Luanda und nach Johannesburg täglich außer Samstag.
Affretair meldete im Jahre 2000 Konkurs an und ihr einziges Flugzeug blieb für fast zwei Jahre am Boden. Im Oktober 2001 hieß es, Affretair würde ihre Anlagen verkaufen, um die 800 Mio. US$ Schulden an ihre Gläubiger zu zahlen. Am 17. November 2004 sagte der simbabwische Finanzminister Herbert Murerwa, dass die Regierung bereit wäre, Affretair ab 2005 wieder starten zu lassen.
Airline Codes:
- Affretair
- Affretair (USA)

## Zwischenfälle
- Am 28. Juni 1969 verunglückte eine Douglas DC-4/C-54A-15-DC der simbabwischen Affretair (Luftfahrzeugkennzeichen TR-LNV) beim Startversuch von der Urwaldpiste Uli Airstrip (Biafra). Die DC-4 war im Rahmen der Hungerhilfe während des Biafra-Krieges dort gelandet, um Hilfsgüter dorthin zu fliegen. Über Personenschäden ist nichts bekannt.[1]

- Am 5. Februar 1982 wurde eine Canadair CL-44D4-2 der simbabwischen Affretair (TR-LVO) bei einem Hangarbrand auf dem Flughafen Harare International (Simbabwe) zerstört. Über Personenschäden ist nichts bekannt.[2]

- Am 28. Januar 1996 schoss eine Douglas DC-8-55F der Affretair (Z-WSB) bei der Landung auf dem Flughafen Harare International bei starkem Regen über das Landebahnende hinaus. Alle fünf Insassen überlebten den Unfall.[3]